# Psoralea tenuiflora
Psoralea tenuiflora là một loài thực vật có hoa trong họ Đậu. Loài này được Pursh miêu tả khoa học đầu tiên.